# Базилика Санта Мария дель Колле (Пескокостанцо)
Базилика Санта Мария дель Колле (итал. Basilica di Santa Maria del Colle) — базилика в епархии Сульмона-Вальвы Римско-католической церкви в городе Пескокостанцо, в провинции Л'Акуила, в регионе Абруццо, в Италии.

## История
Первый храм на этом месте был построен в XI веке. Он являлся подворьем аббатства Монте-Кассино и находился вне центра города, в Пескьо, чья приходская церковь находилась в юрисдикции епископа Сульмоны. В 1456 году храм был разрушен в результате землетрясения, но в начале 1466 года был восстановлен и стал приходской церковью в епархии Кассино.
В 1556–1558 годах здание церкви было расширено до пяти нефов из четырёх пролётов, как ныне, в сравнении с тремя нефами и тремя пролётами XV века. Вместе с изменениями в структуре храма, появился новый фасад эпохи Возрождения с выдвинутой широкой террасой. Древние врата в романско–готическом стиле были перенесены в 1580 году на вход с северной стороны, к которому ведёт лестница. В 1691–1694 годах была построена капелла Святейшего Таинства (часовня Святых Даров).
Колокольню возвели в конце XVI века. Её реставрировали в 1635 и 1855 годах, когда заменяли шпиль. Храм был монастырской церковью.
В 1978 году он получил статус базилики Римско-католической церкви.
Таинство крещения в базилике проводится по амброзианскому обряду, что стало возможным благодаря мастерам из Ломбардии, эмигрировавшим в Абруццо в XV и XVIII веках.

## Внутреннее убранство
Внутреннее убранство храма представляет собой сочетание каменного декора с деревянной отделкой, включая обрамлённые в золоченные рамы картины и резные статуи, одной из которых является статуя Мадонны дель Колле XIII века.
Из дерева сделаны также кафедра, несколько алтарей, хоры (работа 1619 года Бартоломео Бальконе) и пять кессонных потолков, построенных главным образом, Карло Сабатини из Анверза дельи Абруцци между 1670 и 1682 годами, законченные в 1742 году. Из мрамора сделаны своды и купель (работа Панфило Райнальди и Франческо Манелла).
В базилике есть картины кисти Танцио да Варалло, Паоло Кардоне и Франческо Перези. Свод малой капеллы украшен фресками Джамбаттиста Гамба.
Престол XVI века с изображениями Мадонны и святых работы Пальма иль Веккьо был утерян в 1943 – 1944 годах, во время нацистской оккупации Италии.
Величественные ворота из кованного железа работы Санте ди Рокко были начаты им в 1609 – 1705 годах и завершены в 1707 году его племянником Иларио. На них изображены фигуры животных, людей и ангелов. На архитраве мастерской ремесленника, расположенной у начала лестницы, высечен девиз ETENIM NON POTUERUNT MIHI ("И всё же не смог победить меня"). Козимо Фандзаго была сделана бронзовая чаша для святой воды в форме орла.
Хоры капеллы и алтарь Святой Елизаветы украшены лепниной работы Джанни и Феррадини, мастеров из Ломбардии.